# Chirotica pothina
Chirotica pothina är en stekelart som först beskrevs av Marshall 1892.  Chirotica pothina ingår i släktet Chirotica och familjen brokparasitsteklar. Inga underarter finns listade i Catalogue of Life.